# HIP 102152

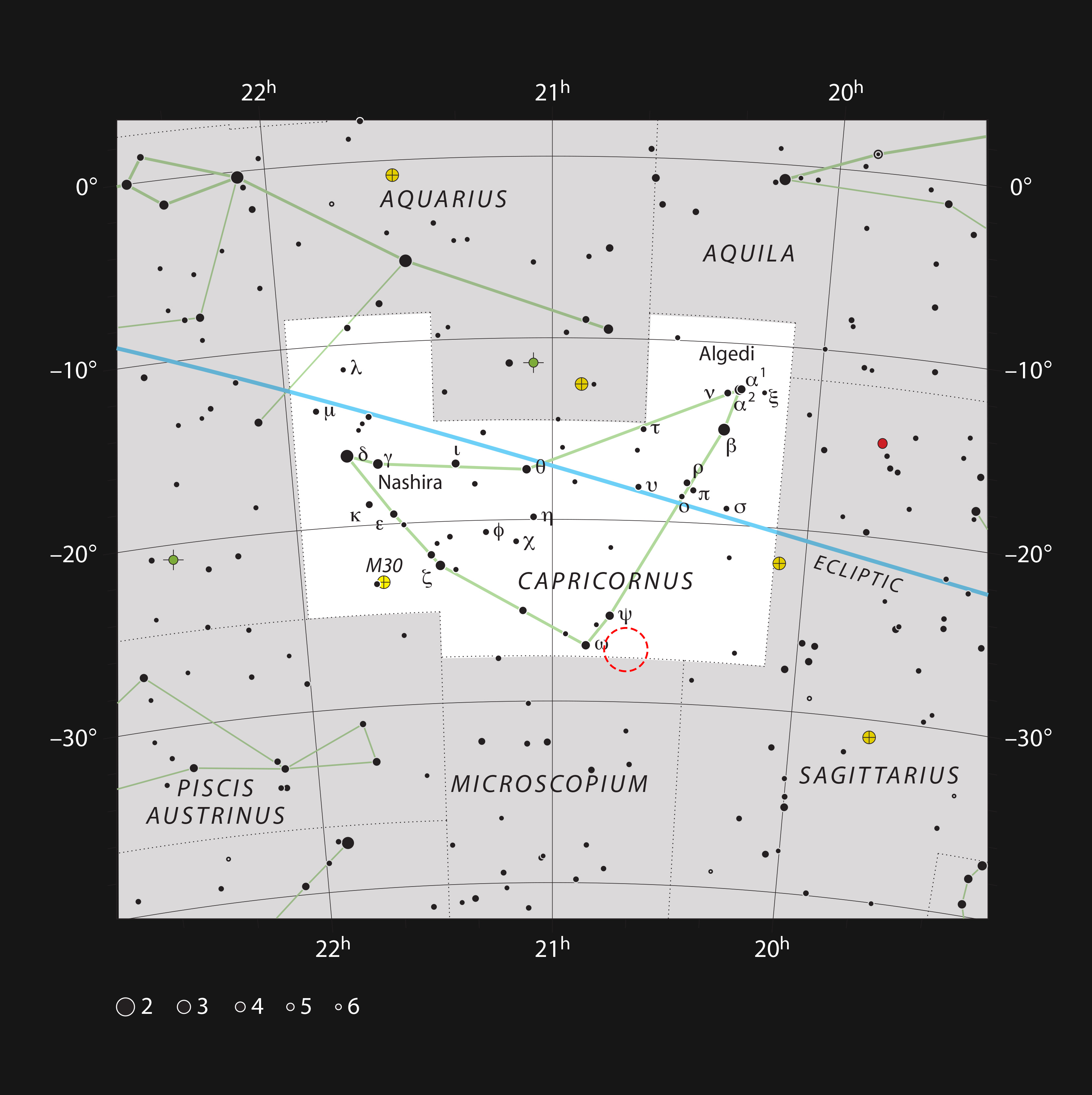
constelação de capricornio

HIP 102152, localizada a 250 anos-luz da Terra na constelação Capricornus, é uma estrela anã amarela conhecida como a estrela "gémea" do Sol e a mais velha que já foi identificada. A estrela foi observada através do telescópio VLT do OES, localizado no norte do Chile. Os cientistas acreditam que a descoberta do astro vai permitir compreender a evolução do Sol nos próximos mil milhões de anos. "A estrela tem massa, temperatura e espetro de luz igual ao Sol. É uma descoberta interessante para perceber como é que o Sol vai envelhecer", explicou ao CM Michael Bazot, um dos investigadores do projeto e que pertence ao Centro de Astrofísica da Universidade do Porto. Para além disso, foi detetada a presença de níveis muito baixos de lítio na estrela, o que demonstra que astros mais velhos e semelhantes ao Sol perdem este elemento químico ao longo da vida. Em 1997 foi encontrada a primeira estrela "gémea" do Sol: desde então poucas foram identificadas. HIP 102152 tem níveis mais baixos de elementos encontrados em asteróides ou outros corpos rochosos, como a Terra, e a partir das observações concluiu-se que a estrela não tinha nenhum planeta gigante dentro de sua zona habitável.